# Aillon-le-Vieux
Pour les articles homonymes, voir Aillon (homonymie).
Ne doit pas être confondu avec Aillon-le-Jeune.
Aillon-le-Vieux est une commune française située dans le département de la Savoie, en région Auvergne-Rhône-Alpes.

## Géographie

### Situation
Le chef-lieu d'Aillon-le-Vieux est situé sur le flanc de la chaîne de montagne Rossanaz dont la Dent de Rossanaz et surplombé par le mont Colombier (2 043 m).

### Communes limitrophes
Aillon-le-Vieux est limitrophe des communes suivantes :

### Climat
Pour des articles plus généraux, voir Climat d'Auvergne-Rhône-Alpes et Climat de la Savoie.
En 2010, le climat de la commune est de type climat de montagne, selon une étude du Centre national de la recherche scientifique s'appuyant sur une série de données couvrant la période 1971-2000. En 2020, Météo-France publie une typologie des climats de la France métropolitaine dans laquelle la commune est exposée à un climat de montagne ou de marges de montagne et est dans la région climatique Alpes du nord, caractérisée par une pluviométrie annuelle de 1 200 à 1 500 mm, irrégulièrement répartie en été.
Pour la période 1971-2000, la température annuelle moyenne est de 8,2 °C, avec une amplitude thermique annuelle de 16,7 °C. Le cumul annuel moyen de précipitations est de 1 521 mm, avec 10,1 jours de précipitations en janvier et 9,5 jours en juillet. Pour la période 1991-2020, la température moyenne annuelle observée sur la station météorologique de Météo-France la plus proche, « Feclaz_sapc », sur la commune des Déserts à 7 km à vol d'oiseau, est de 6,2 °C et le cumul annuel moyen de précipitations est de 1 652,2 mm,. Pour l'avenir, les paramètres climatiques de la commune estimés pour 2050 selon différents scénarios d'émission de gaz à effet de serre sont consultables sur un site dédié publié par Météo-France en novembre 2022.

## Urbanisme

### Typologie
Au 1er janvier 2024, Aillon-le-Vieux est catégorisée commune rurale à habitat très dispersé, selon la nouvelle grille communale de densité à sept niveaux définie par l'Insee en 2022.
Elle est située hors unité urbaine et hors attraction des villes,.

### Occupation des sols
L'occupation des sols de la commune, telle qu'elle ressort de la base de données européenne d’occupation biophysique des sols Corine Land Cover (CLC), est marquée par l'importance des forêts et milieux semi-naturels (82,2 % en 2018), une proportion sensiblement équivalente à celle de 1990 (82,6 %). La répartition détaillée en 2018 est la suivante : forêts (69,3 %), prairies (15,3 %), espaces ouverts, sans ou avec peu de végétation (7,7 %), milieux à végétation arbustive et/ou herbacée (5,2 %), zones agricoles hétérogènes (2,5 %).
L'IGN met par ailleurs à disposition un outil en ligne permettant de comparer l'évolution dans le temps de l'occupation des sols de la commune (ou de territoires à des échelles différentes). Plusieurs époques sont accessibles sous forme de cartes ou photos aériennes : la carte de Cassini (XVIIIe siècle), la carte d'état-major (1820-1866) et la période actuelle (1950 à aujourd'hui).

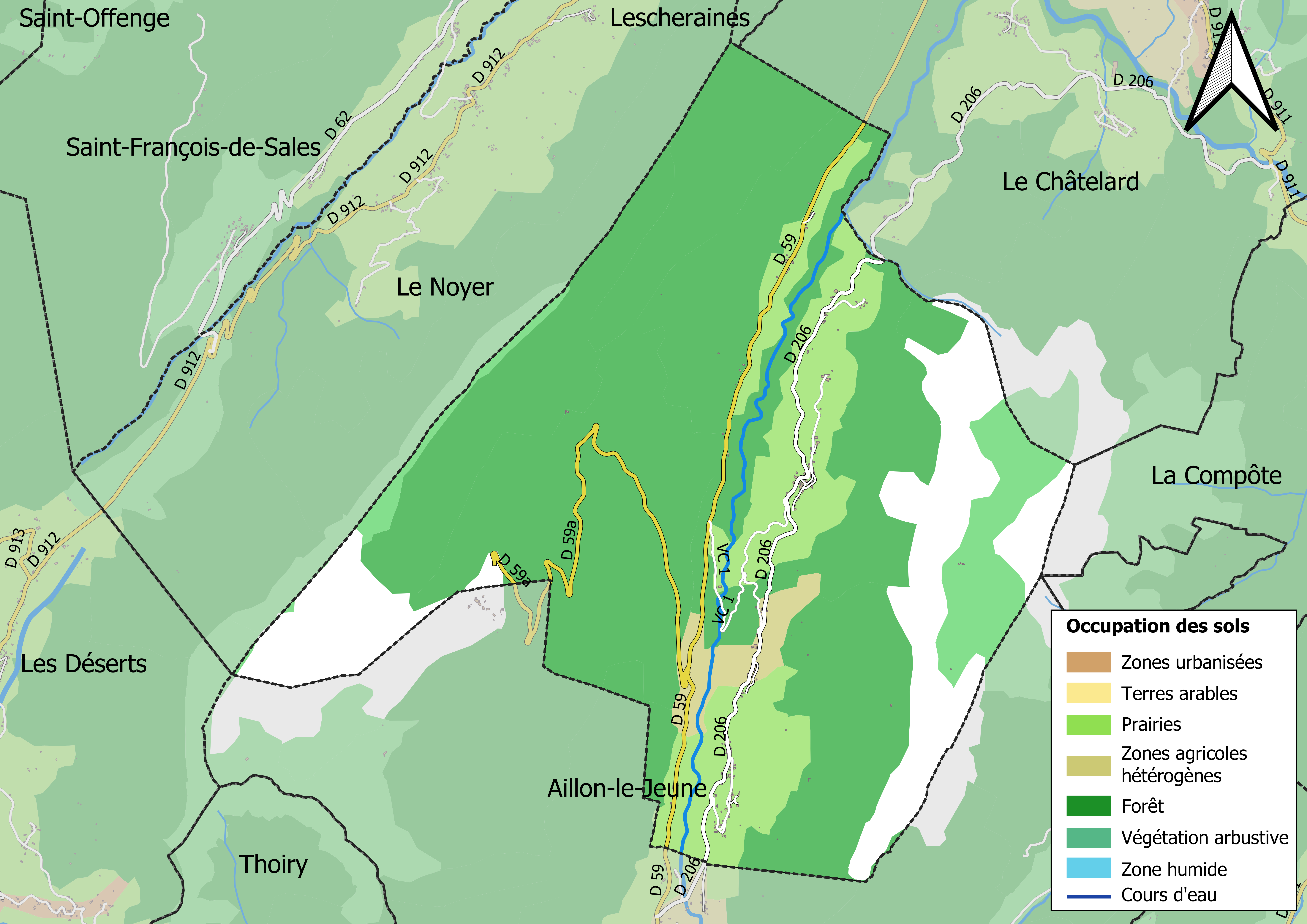
Carte des infrastructures et de l'occupation des sols en 2018 (CLC) de la commune.
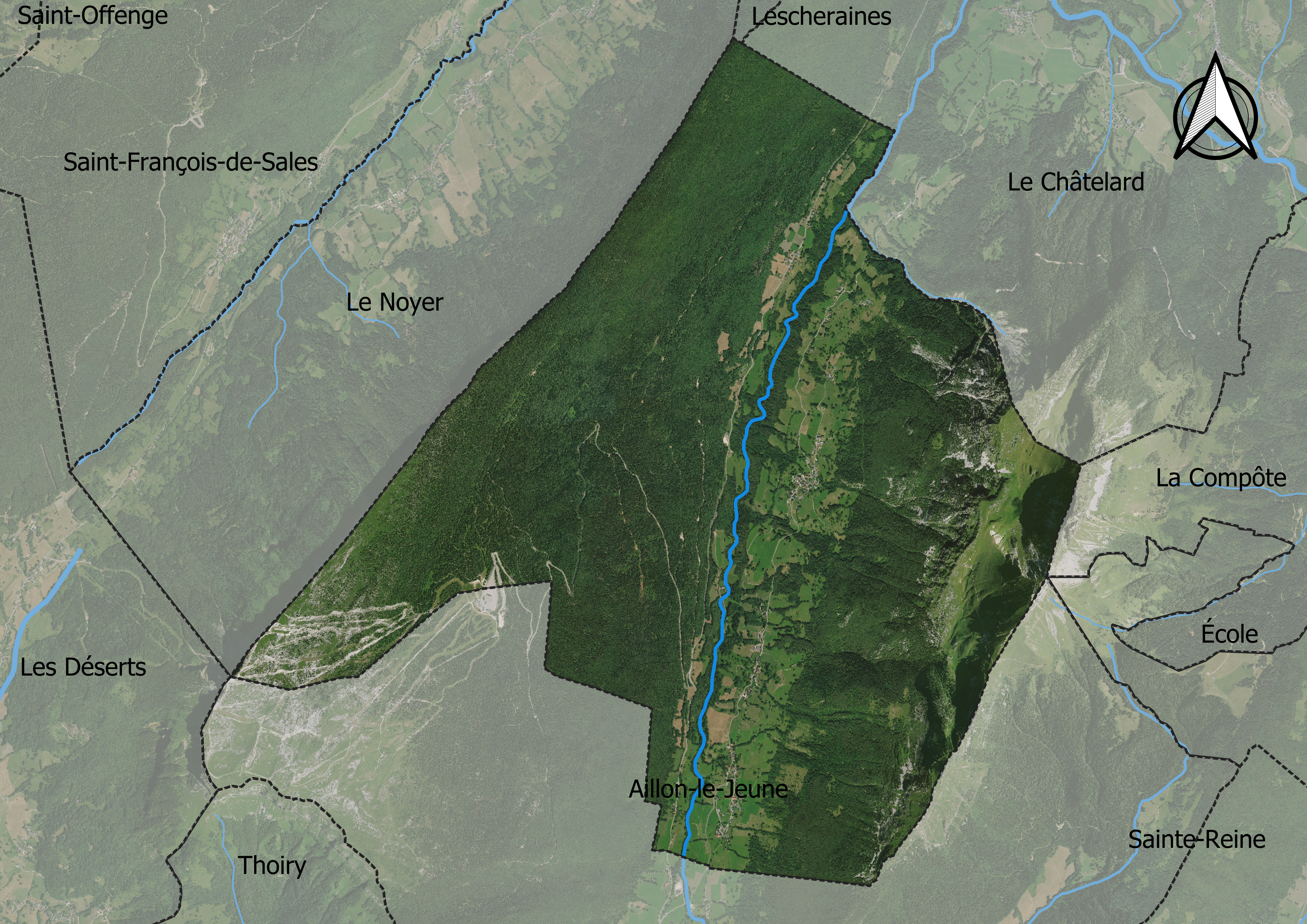
Carte orthophotogrammétrique de la commune.

## Toponymie
Aillon-le-Vieux est composé d'un toponyme dérivé du nom d'un propriétaire gallo-romain auquel a été ajouté l'adjectif « le Vieux », la distinguant de sa voisine « le Jeune », à partir de la création de sa voisine « Aillon-le-Jeune » en 1863 (voir ci-après).
Aillon ou Allionis est un toponyme semblant désigner un ancien fundus (propriété) dont le nom provient du propriétaire un certain Allio, Allionis, dérivé du gentilice Allius selon le chanoine Gros, ou peut-être est-il un hypocoristique du prénom Élie.
Dans les documents médiévaux, la paroisse unique d'Aillon, de sa chartreuse ou de ses occupants, apparaît sous les formes Guigo prior de Allione en 1158, Domus Allionis vers 1178, date supposée de la fondation de la chartreuse, puis Bernardus prior de Allione en 1198, prior Allonis en 1223, Cura de Allion vers 1344, Prioratus de Ayllone au XIVe siècle,.
En 1803, lors de la division de la paroisse, on distingue désormais Aillon-le-Vieux, là où se trouve l'ancienne église dédiée à saint Donat, d'Aillon-le-Jeune où est érigée une nouvelle église dédiée à Notre-Dame de l'Assomption. Trois ans après l'annexion de la Savoie, en 1863, la division des deux paroisses donne naissance à deux communes distinctes portant le nom des deux paroisses,,.
En francoprovençal, le nom de la commune s'écrit Alyon-le-Vyeû, selon la graphie de Conflans.

## Politique et administration
| Période                                  | Période   | Identité              | Étiquette | Qualité         |
| ---------------------------------------- | --------- | --------------------- | --------- | --------------- |
| Les données manquantes sont à compléter. |           |                       |           |                 |
| ?                                        | 1910      | Joseph Antoine Miguet |           |                 |
| 1910                                     | 1937      | Félix Miguet          |           |                 |
| 1937                                     | ?         | Alphonse Miguet       |           |                 |
| ?                                        | 2001      | Georges Miguet        |           |                 |
| mars 2001                                | mars 2014 | Roger Miguet          |           |                 |
| mars 2014                                | 2024      | Christian Gogny       | SE        | Cadre supérieur |
| 2024                                     | En cours  | Vincent Miguet        |           |                 |

### Tendances politiques et résultats
|                                   | 1er score | 1er score                                              | 2e score | 2e score                                              | Participation |
| Élections municipales de 2020     |           | 83,33 % pour Magalie Petit-Barat (SE)                  |          | 82,50 % pour Thierry Magniez (SE)                     | 72,35 %       |
| Élections départementales de 2021 |           | 77,46 % pour Catherine Chappuis et Albert Darvey (DVG) |          | 22,54 % pour Philippe Cordier et Chistine Rajat (DVD) | 35,74 %       |
| Élections régionales de 2021      |           | 56,52 % pour Laurent Wauquiez (UD)                     |          | 28,99 % pour Fabienne Grebert (UG)                    | 44,58 %       |
| Élections européennes de 2024     |           | 24,79 % pour Jordan Bardella (RN)                      |          | 17,95 % pour Raphaël Glucksmann (UG)                  | 63,24 %       |
| Élections législatives de 2022    |           | 64,71 % pour Jean-François Coulomme (NUP)              |          | 35,29 % pour Patrick Mignola (ENS)                    | 65,71 %       |
| Élection présidentielle de 2022   |           | 51,72 % pour Marine Le Pen (RN)                        |          | 48,28 % pour Emmanuel Macron (LREM)                   | 72,14 %       |

## Population et société
Les habitants de la commune sont appelés les Aillonnais,.

### Démographie
L'évolution du nombre d'habitants est connue à travers les recensements de la population effectués dans la commune depuis 1793. Pour les communes de moins de 10 000 habitants, une enquête de recensement portant sur toute la population est réalisée tous les cinq ans, les populations de référence des années intermédiaires étant quant à elles estimées par interpolation ou extrapolation. Pour la commune, le premier recensement exhaustif entrant dans le cadre du nouveau dispositif a été réalisé en 2006.

En 2022, la commune comptait 218 habitants, en évolution de +22,47 % par rapport à 2016 (Savoie : +3,63 %, France hors Mayotte : +2,11 %).
| 1793  | 1800  | 1806  | 1822  | 1838  | 1848  | 1858  | 1861  | 1866 |
| ----- | ----- | ----- | ----- | ----- | ----- | ----- | ----- | ---- |
| 1 476 | 2 353 | 1 688 | 1 860 | 1 677 | 1 732 | 1 502 | 1 516 | 688  |

| 1872 | 1876 | 1881 | 1886 | 1891 | 1896 | 1901 | 1906 | 1911 |
| ---- | ---- | ---- | ---- | ---- | ---- | ---- | ---- | ---- |
| 660  | 644  | 642  | 635  | 628  | 586  | 558  | 553  | 516  |

| 1921 | 1926 | 1931 | 1936 | 1946 | 1954 | 1962 | 1968 | 1975 |
| ---- | ---- | ---- | ---- | ---- | ---- | ---- | ---- | ---- |
| 432  | 370  | 369  | 337  | 301  | 249  | 207  | 169  | 169  |

| 1982 | 1990 | 1999 | 2006 | 2011 | 2016 | 2021 | 2022 | - |
| ---- | ---- | ---- | ---- | ---- | ---- | ---- | ---- | - |
| 155  | 156  | 169  | 173  | 177  | 178  | 206  | 218  | - |

### Enseignement
La commune d'Aillon-le-Vieux est située dans l'académie de Grenoble. En 2015, elle administre une école primaire publique regroupant 21 élèves.

### Médias

#### Radios et télévisions
La commune est couverte par des antennes locales de radios dont France Bleu Pays de Savoie, ODS radio ou encore la radio des Bauges Radio Alto... Enfin, la chaîne de télévision locale TV8 Mont-Blanc diffuse des émissions sur les pays de Savoie. Régulièrement l'émission La Place du village expose la vie locale du bassin annécien. France 3 et son décrochage France 3 Alpes, peuvent parfois relater les faits de vie de la commune.

#### Presse et magazines
La presse écrite locale est représentée par des titres comme Le Dauphiné libéré. Plus localement, on trouve aussi d'autres journaux avec La Vie nouvelle ou encore l'Essor savoyard.

## Économie
Les clouteries des Bauges, au XIXe siècle, participèrent à l'essor économique du village et plus largement des Bauges. Installées au bord du Nant (ruisseau qui prend sa source dans la combe de Savoie), ces industries expliquent l'essor démographique du village à cette époque. Les clous de charpente s'exportaient jusqu'à Genève. Le déclin de cette activité explique en partie l'exode rural.
À partir des années 1960, le tourisme hivernal avec la station de ski d'Aillon-le-Jeune puis en 1980, l'extension du domaine skiable à la montagne Margériaz, Les Aillons-Margériaz, participe à l'économie locale.
L'élevage permet à la commune de perpétuer la tradition laitière et la production de tome des Bauges (la tome des Bauges s'écrit avec un seul M  tandis que la tomme de Savoie comprend deux  M).
Aillon-le-vieux possède également une chèvrerie.
En 2014, la capacité d'accueil de la commune, estimée par l'organisme Savoie Mont Blanc, est de 354 lits touristiques répartis dans 67 structures, dont 19 meublés.

## Culture locale et patrimoine

### Lieux et monuments
- Le mont Margériaz, altitude 1 845 m.
- Église dédiée à saint Donat.
- Pierre d'octroi dans l'enceinte du mur du cimetière.
- Four à pain (classé « patrimoine local »).
- Nombreuses toitures de taule typiques de la région.

## Pour approfondir